# Rijksbeschermd gezicht Sint-Geertruid, Moerslag en Bruisterbosch
Het rijksbeschermd gezicht Sint-Geertruid, Moerslag en Bruisterbosch is een van rijkswege beschermd dorpsgezicht in de Nederlands-Limburgse gemeente Eijsden-Margraten. Het beschermde gebied omvat een deel van de dorpskern van Sint Geertruid, het vlak bij Sint Geertruid gelegen gehucht Moerslag en het iets verderweg gelegen gehucht Bruisterbosch.

## Beschrijving gebied
Het rijksbeschermd gezicht Sint-Geertruid, Moerslag en Bruisterbosch is gelegen op een zuidelijke uitloper van het Plateau van Margraten, in het westelijke deel van het Zuid-Limburgse Heuvelland. Ofschoon Zuid-Limburg reeds in de Romeinse tijd grotendeels bewoond en ontgonnen was, zijn na deze periode grote delen weer ontvolkt en opnieuw bebost geraakt. Hoewel in de rivierdalen al vanaf de vroege middeleeuwen nederzettingen aanwijsbaar zijn, werden de hogergelegen plateaus en de hellingen pas in de periode 1100-1300 opnieuw ontgonnen. Het beschermingsbelang van het onderhavige gebied is gelegen in de nog in belangrijke mate bewaard gebleven historische bebouwing en de bijzondere nederzettingsstructuur, die samenhangt met de geografische gesteldheid en de historisch-maatschappelijke ontwikkeling in dit deel van Nederland.
De hoofdstructuur van het beschermde deel van het dorp Sint Geertruid wordt bepaald enerzijds door de X-vormige structuur van een viertal wegen: Eindstraat, Burgemeester Wolfsstraat, Dorpsstraat en Bukel, die op een verbreding aan de voet van de centraal gelegen Sint-Gertrudiskerk tezamen komen, en anderzijds door de lintbebouwing langs de drie eerstgenoemde straten. De hoge ligging van de kerk en het ommuurde kerkhof markeren op bijzondere wijze het kruispunt van wegen, waarbij de ligging van de kerk en het Stenen Huis op de rand van het plateau nog goed te zien is. Aan de noordzijde van het dorp vormt de door fruitbomen omgeven Genhof een bijzonder accent. De oorspronkelijke relatie met de dorpsbebouwing is enigszins verstoord ten gevolge van woningbouw aan de oostzijde van de Burgemeester Wolfsstraat in de tweede helft van de 20e eeuw; aan de westzijde van de straat is wel nog monumentale bebouwing aanwezig.
Aan de enigszins gebogen lopende Dorpsstraat overheerst min of meer aaneengesloten bebouwing, met afwisselende topgevels en evenwijdig aan de straat lopende schilddaken, het gebruik van donkere baksteen en rode en blauwe dakpannen, en bijzondere elementen als gevelnissen met Mariabeelden, wegkruizen en leilindes. Kenmerkend zijn ook de vele inrijpoorten die de binnenplaatsen van de carréboerderijen afsluiten. In de Eindstraat is de bebouwing minder aaneengesloten en komen met name aan de westzijde grotere tussenruimten in de vorm van moestuinen, weilanden en boomgaarden tussen de bebouwing voor. In deze straat zijn naar verhouding veel vakwerkhuizen te vinden. Een aantal L- en U-vormige boerderijen van baksteen zijn witgekalkt.
Het gehucht Moerslag is gelegen op een vrij steile helling, op korte afstand van Sint Geertruid ten zuiden van de oude weg naar Breust. In samenhang met deze ligging en de oorspronkelijk bosrijke omgeving, is de bebouwing enigszins verspreid gesitueerd. De structuur van het beschermde dorpsgezicht wordt bepaald door een bocht in de weg waaraan een drietal vakwerkpanden en een aantal hoeven in donkere baksteen zijn gelegen. De relatie met het omringende open landschap is van groot belang, evenals het uitzicht op de boomgaarden aan de zuidkant van de weg en de zoom van het Savelsbos in het noorden.
Het ten noordoosten van Sint Geertruid op het plateau gelegen gehucht Bruisterbosch is ontstaan in de 12e eeuw. De hoofdstructuur van het beschermde dorpsgezicht is die van een straatdorp, met ten noorden van de kruising met de Bronkweg eenzijdige, en ten zuiden daarvan aan weerszijden van de weg gelegen lintbebouwing. Het straatbeeld wordt gedomineerd door de vele poorten van de gesloten hoeven. Aparte vermelding verdient de gewitte hoeve Bruisterbosch, die met een hoog ommuurde boomgaard en de aan de overzijde van de weg staande hekpijlers, vanuit het noorden een markante entree vormt.

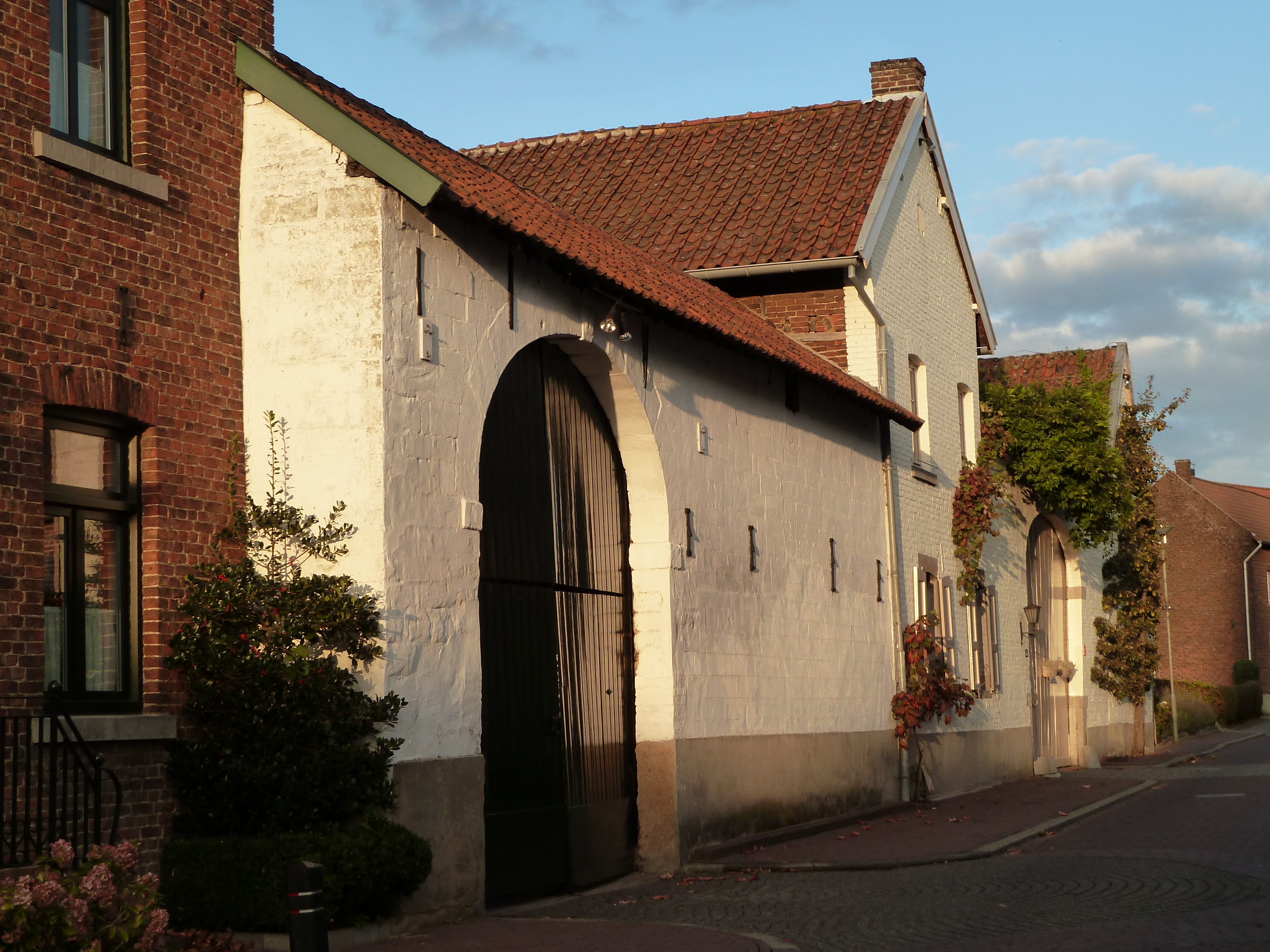
Dorpsstraat
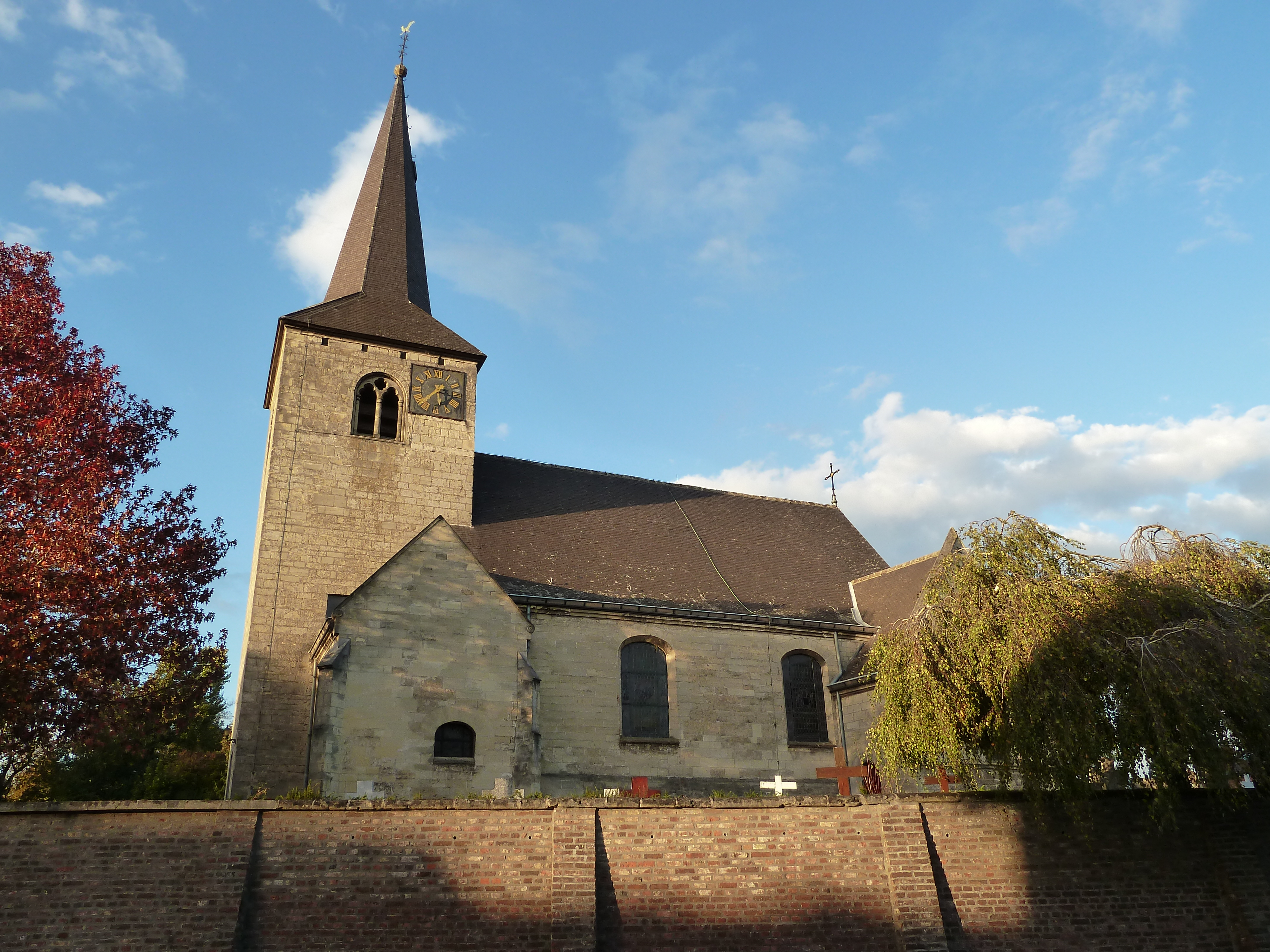
St-Gertrudiskerk
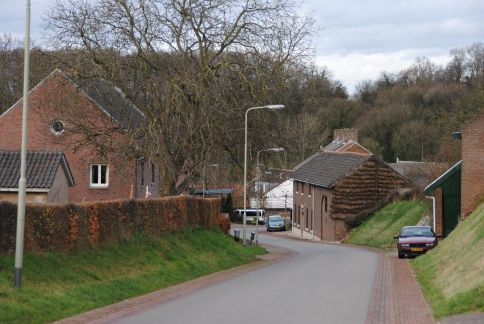
Moerslag
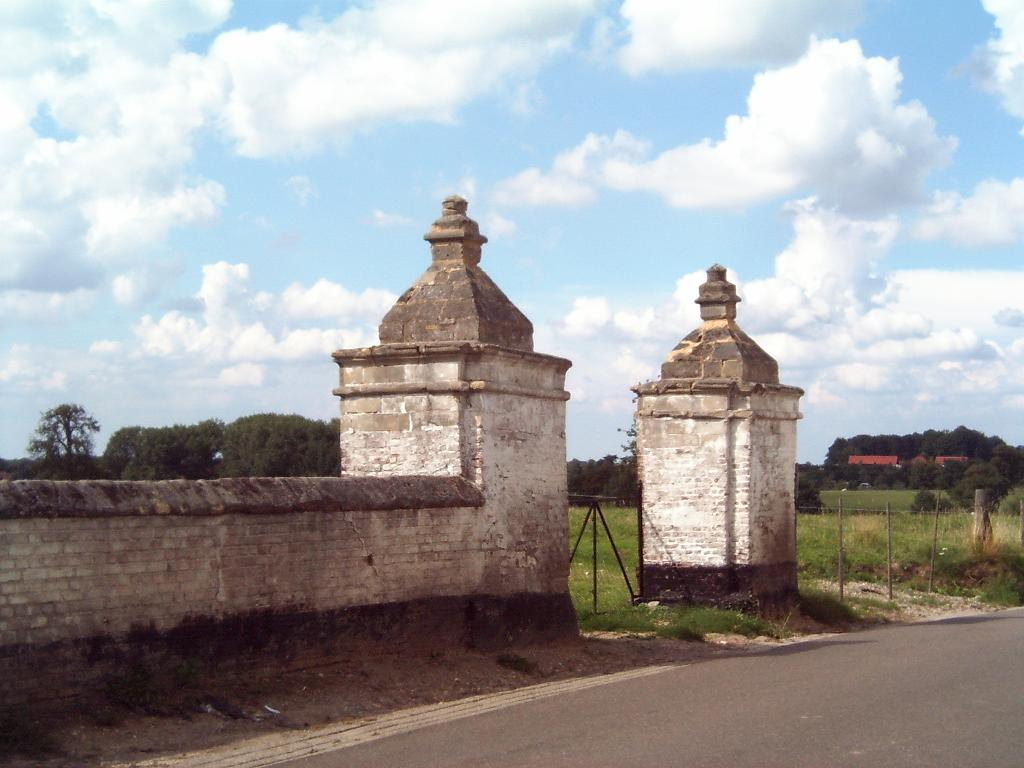
Bruisterbosch

## Aanwijzing tot rijksbeschermd gezicht
De procedure voor aanwijzing werd gestart op 27 november 1987. Het gebied werd op 14 december 1993 definitief aangewezen. Het beschermd gezicht beslaat een oppervlakte van 72,1 hectare.
Panden die binnen een beschermd gezicht vallen krijgen niet automatisch de status van beschermd monument. Wel zal de gemeente het bestemmingsplan aanpassen om nieuwe ontwikkelingen in het gebied te reguleren. De gezichtsbescherming richt zich op de stedenbouwkundige en cultuurhistorische waardering van een gebied en wil het toekomstig functioneren daarvan veiligstellen.
Het rijksbeschermd gezicht Sint-Geertruid, Moerslag en Bruisterbosch is een van de vier beschermde dorpsgezichten in de gemeente Eijsden-Margraten.